# Aniutîne, Cecelnîk
Aniutîne (în ucraineană Анютине) este un sat în comuna Tartak din raionul Cecelnîk, regiunea Vinnița, Ucraina.

## Demografie
Componența lingvistică a localității Aniutîne
     Ucraineană (81,03%)
     Rusă (17,24%)
     Română (1,72%)
Conform recensământului din 2001, majoritatea populației localității Aniutîne era vorbitoare de ucraineană (81,03%), existând în minoritate și vorbitori de rusă (17,24%) și română (1,72%).